# Escuela de la Salpêtrière (hipnosis)

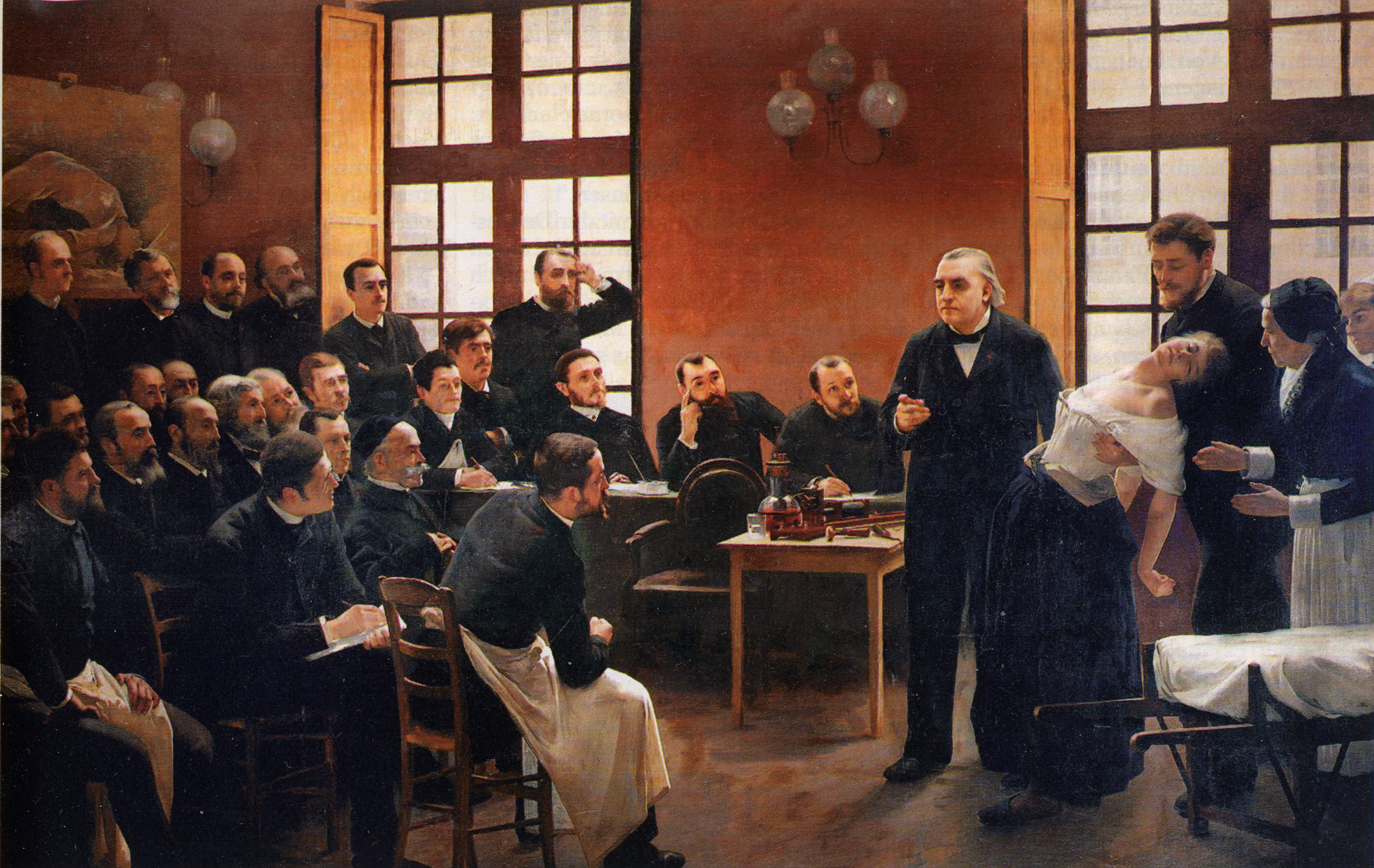
Una lección clínica en Salpêtrière, cuadro de André Brouillet, 1887.

La École de la Salpêtrière, también llamada École de Paris, fue, junto con la École de Nancy, una de las dos principales escuelas que participaron en el “Edad de Oro" de la hipnosis en Francia de 1882 a 1892. Tiene su sede en el hospital Salpêtrière. El líder de esta escuela, el neurólogo Jean Martin Charcot, ayudó a rehabilitar a la hipnosis como tema de estudio científico presentándola como un aspecto somático específico de la histeria. Charcot también utilizó la hipnosis como método de investigación, pensando en poner a sus pacientes histéricos en un "estado experimental" permitiéndoles reproducir e interpretar sus síntomas.
Las actividades en la Salpêtrière también introdujeron una nueva visión de los fenómenos histéricos. Charcot ya no consideraba a los histéricos como simuladores  y descubrió, para sorpresa de todos, que la histeria no era un privilegio de las mujeres. Finalmente, Charcot vinculó la histeria a los fenómenos de la parálisis postraumática, estableciendo las bases de una teoría del trauma psíquico.
Entre los colaboradores de Charcot considerados miembros de la Escuela Salpêtrière, figuran Joseph Babinski, Paul Richer, Alfred Binet, Charles Féré, Pierre Janet, Georges Gilles de La Tourette, Achille Souques, Jules Cotard, Pierre Marie, Gilbert Ballet, Paul Regnard, Désiré- Magloire Bourneville, Ferdinand Bottey, Paul Brémaud y Amédée Dumontpallier. El trabajo de la Escuela Salpêtrière tuvo una importante influencia en la mayoría de los grandes clínicos de la época, como Sigmund Freud, Eugen Bleuler y Joseph Delboeuf.
Al final de las polémicas que lo enfrentaron con Hippolyte Bernheim y otros miembros de la Escuela de Nancy, Charcot fue acusado de haber actuado como un showman de feria, entrenando a sus pacientes en los comportamientos teatrales que él atribuía a la hipnosis. Después de su muerte en 1893, la práctica del hipnotismo decayó en los círculos médicos  y fue prohibida por los fundadores de la psicología experimental y el psicoanálisis.

## Contexto histórico

### Magnetismo animal y el surgimiento de la hipnosis

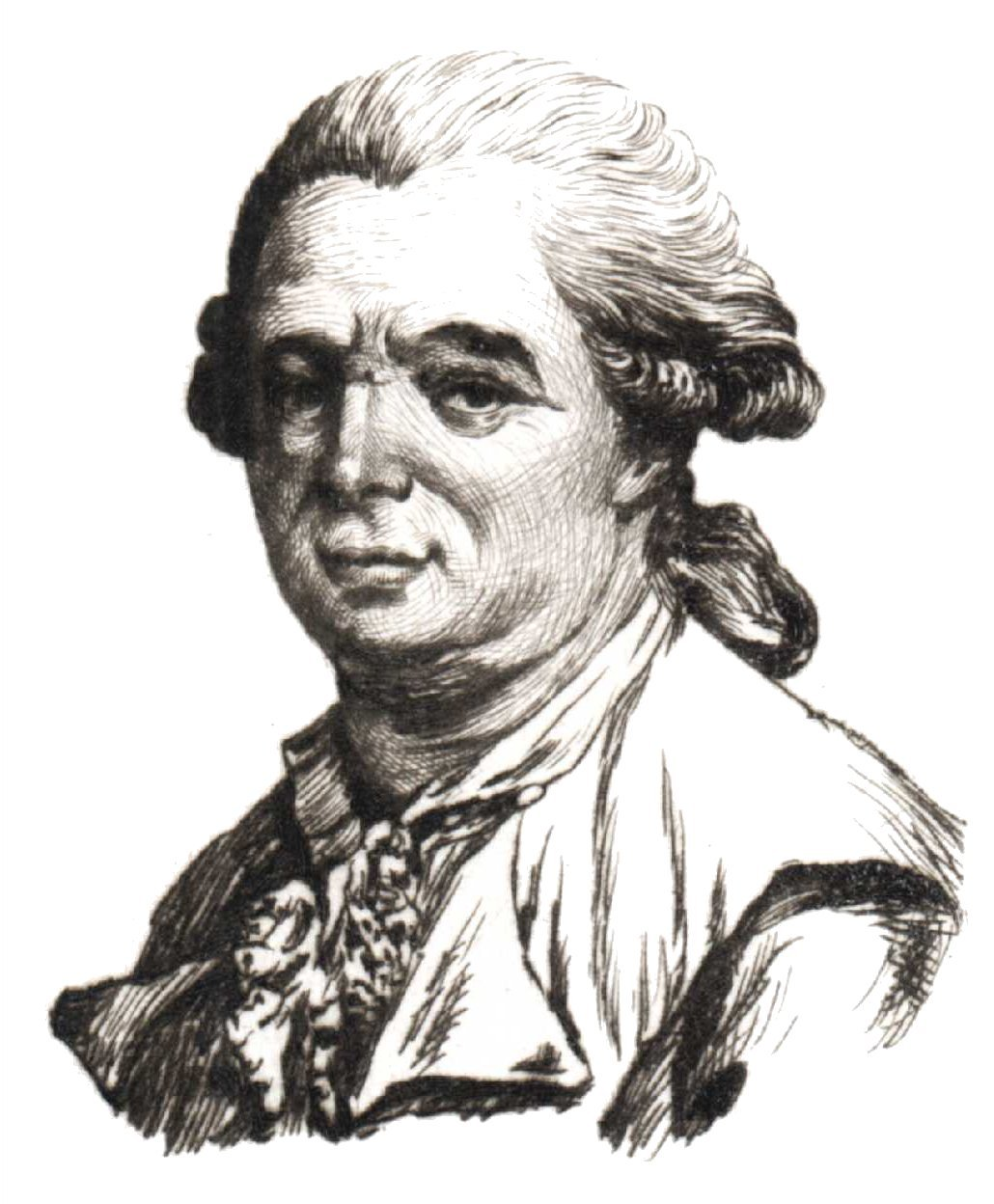
Franz-Anton Mesmer

Desde el desarrollo teórico del magnetismo animal en 1773 por Franz Anton Mesmer, las diferentes tendencias de la "medicina magnética" lucharon en vano para ser reconocidas e institucionalizadas. En Francia, el magnetismo animal fue introducido por Mesmer en 1778 y fue objeto de varias condenas oficiales, especialmente en 1784 y 1842, fecha en la que la Academia de Ciencias decidió no interesarse más por el fenómeno magnético " Esto no impidió que un gran número de médicos lo siguieran utilizando, especialmente en los hospitales, entre ellos Charles Deslon, Jules Cloquet, Alexandre Bertrand, el profesor Husson, Léon Rostan, François Broussais, Étienne-Jean Georget, Didier Berna y Alfonso Teste. En otros países europeos, el magnetismo animal, que no era objeto de tanta condena, lo practicaban médicos como David Ferdinand Koreff, Christoph Wilhelm Hufeland, Karl Alexander Ferdinand Kluge, Karl Christian Wolfart, Karl Schelling, Justinus Kerner, James Esdaile y John. Elliotson.
El término "hipnótico" aparece en el Diccionario de la Academia Francesa en 1814  y los términos “hipnotismo", "hipnosis", “hipnoscopio”, “hipnópolis", "hipnocracia", "hipnoscopia", "hipnomanci " e "hipnocridad" son propuestos por Étienne Félix d’Henin de Cuvillers a partir del prefijo “hipnosis" desde 1820. El Diccionario etimológico de palabras francesas tomadas del griego, por M. Morin; segunda edición del Sr. Guinon, 2 vol in-8°, París, 1809, y el Diccionario Universal de Boiste, admiten las expresiones “hipnobate", "hipnología", "hipnológico", "hipnótico". Pero generalmente se acepta que fue más tarde, en la década de 1840, cuando el médico escocés James Braid hizo la transición del magnetismo animal a la hipnosis. En 1841, Braid asistió a una manifestación del magnetizador público Charles Lafontaine y en 1843 publicó Neurhypnologie, Traité du Somme Nervous ou Hypnotisme. Las teorías de Braid retoman esencialmente la doctrina de los magnetizadores imaginacionistas como José Custódio da Faria y Alexandre Bertrand. Braid, sin embargo, critica a Bertrand por explicar los fenómenos magnéticos por una causa mental, las potencias de la imaginación, mientras que él los explica por una causa fisiológica, la fatiga de los centros nerviosos ligada a la parálisis del aparato ocular.  Su contribución consiste sobre todo en proponer un nuevo método de fascinación basado en la concentración de la mirada sobre un objeto brillante, un método que supuestamente produce efectos más constantes y más rápidos que los antiguos métodos de los magnetizadores, y una teoría basada en la noción de fatiga. Para él, la hipnosis es un estado de concentración mental durante el cual las facultades de la mente del paciente están tan monopolizadas por una sola idea que éste se vuelve indiferente a cualquier otra consideración o influencia. Braid utiliza en particular su método para lograr anestesiar durante los procedimientos quirúrgicos. En aquel momento, el éter aún no se utilizaba en anestesiología. Descubierto en 1818 por Michael Faraday, el éter no fue utilizado por primera vez hasta 1846, por el dentista estadounidense William Morton.
Hacia 1848, Ambroise-Auguste Liébeault, todavía joven interno de cirugía, también comenzó a interesarse por el magnetismo animal. Influenciado por los magnetizadores Charles Lafontaine y Jules Dupotet de Sennevoy, empezó a hacer dormir a mujeres jóvenes.
El 5 de diciembre de 1859, el cirujano Alfred Velpeau informó a la Academia de Ciencias sobre una intervención realizada bajo anestesia hipnótica mediante el método Braid por parte de tres jóvenes médicos, Eugène Azam, Paul Broca y Eugène Follin.  Este último operó un tumor anal el día anterior en el hôpital Necker bajo anestesia hipnótica. La operación, muy dolorosa por naturaleza, se realizó sin que el paciente mostrara ningún signo de dolor. Al año siguiente, Joseph Durand (de Gros) publicó su Curso teórico y práctico de trenzaismo o hipnotismo nervioso.
En 1864, Liébeault se instaló en Nancy como curandero filantrópico, curando a niños con agua magnetizada y mediante la imposición de manos. Su interés por el magnetismo animal revivió al leer el trabajo de Velpeau y Azam. Apareció como marginal en una época en la que el magnetismo animal estaba completamente desacreditado por la academia cuando publicó en 1866, ante la indiferencia general, El sueño y estados similares considerados especialmente desde el punto de vista de la acción moral sobre lo físico.
En 1870 el filósofo Hippolyte Taine presentó una introducción a las teorías de Braid en su De l'Intelligence. En 1880, un neurólogo de Breslau, Rudolf Heidenhain, impresionado por los logros del magnetizador público Carl Hansen, adoptó su método y publicó un libro sobre el magnetismo animal  En Austria, el neurólogo Moritz Benedikt también experimentó con la hipnosis, seguido por el médico Josef Breuer.

### Charcot y Salpêtrière

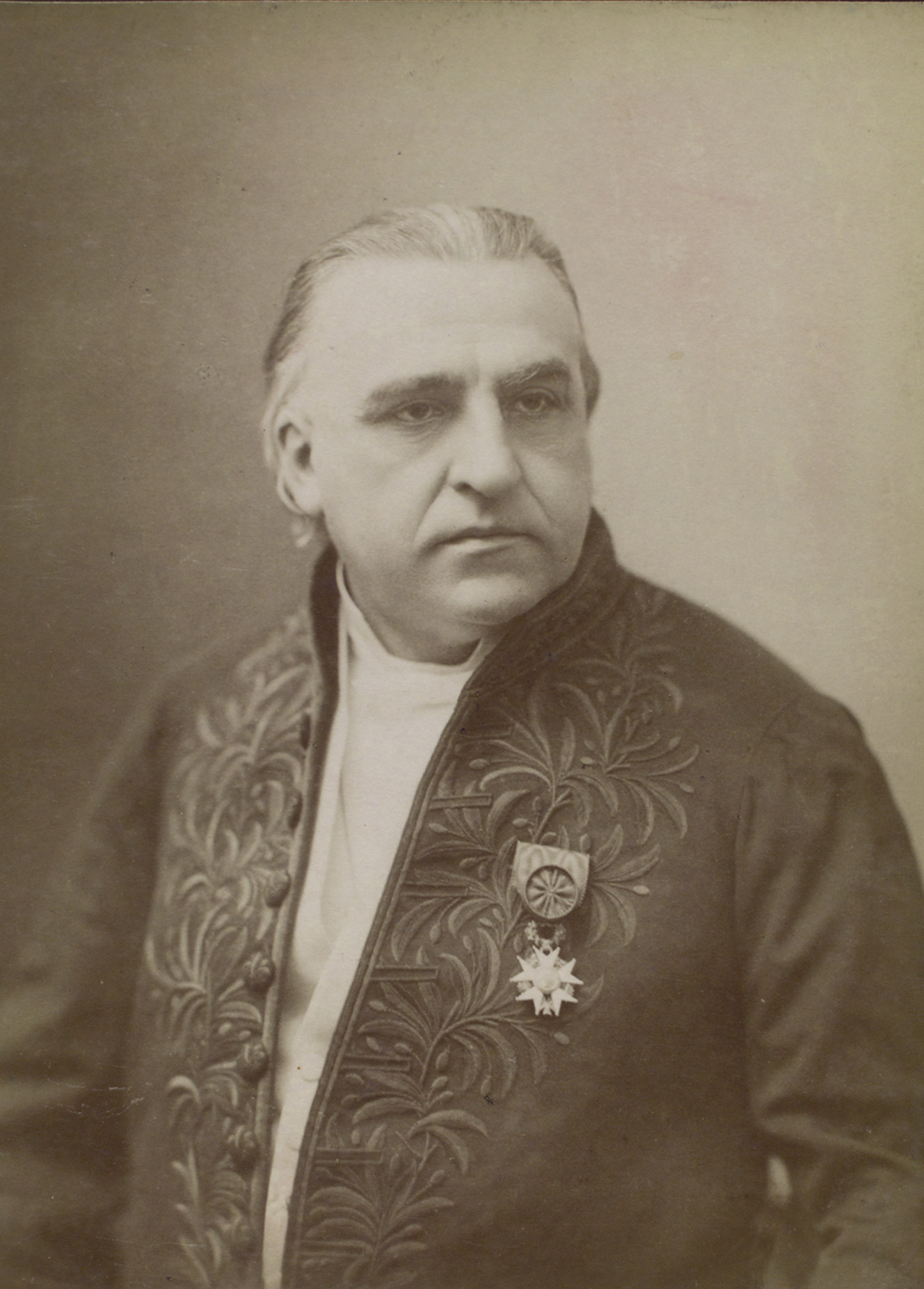
Jean Martín Charcot (1825-1893).

En 1852, Jean Martin Charcot completa su internado en el hospital de la Salpêtrière que, desde 1849, servía de asilo a cinco mil ancianas pobres. Charcot señaló que la Salpêtrière albergaba a muchas pacientes que padecían enfermedades nerviosas raras o desconocidas y, por tanto, constituía un excelente campo para la investigación clínica. La tesis médica que Charcot defendió en 1853  constituye un paso importante en la historia de la reumatología al diferenciar los mecanismos de la gota de los del reumatismo. 
Charcot es nombrado en 1862 médico jefe de uno de los mayores departamentos de la Salpêtrière. En la década de 1860 se le unió Joseph Babinski, quien se convirtió en su alumno favorito. Entre 1862 y 1870, Charcot realizó una serie de descubrimientos que le convirtieron en el más grande neurólogo de su tiempo. Describió la esclerosis múltiple con Alfred Vulpian en 1868, la esclerosis lateral amiotrófica, conocida como "enfermedad de Charcot", la ataxia locomotora con las artropatías particulares que provoca, llamadas "Artropatías de Charcot", localizaciones cerebrales y de la médula espinal, hemorragias cerebrales con Charles Bouchard (“Microaneurismas de Charcot y Bouchard"), así como la afasia. Las investigaciones de Charcot se basan en gran medida en el uso sistemático del método anatomo-clínico, que él definió como "el estudio cuidadoso de los síntomas asociados con la observación del sitio anatómico de las lesiones después de la muerte"
Charcot inició en 1866 un curso sobre las enfermedades de las personas mayores, las enfermedades crónicas, la anatomía y la fisiología del sistema nervioso que abre al público a partir de 1879. Al año siguiente, también abrió al público la consulta externa de la Salpêtrière.

### Trabajo sobre la histeria
Durante las décadas de 1850 y 1860, la histeria se convirtió en un tema de creciente interés para los médicos parisinos como Charles Lasègue y Pierre Briquet.
Charcot se hizo responsable en 1870 de un servicio especial reservado a un gran número de mujeres que padecen convulsiones histéricas, epilépticas e "histeroepilépticas"  y dio su primera lección sobre la histeria. A diferencia de Lasègue o Briquet, Charcot no pertenecía a la tradición de los alienistas que, desde Philippe Pinel y Jean-Étienne Esquirol, se habían ocupado tradicionalmente de estos pacientes. Con él, la histeria se convierte en un asunto de neurólogos. Su objetivo es establecer los criterios que permiten distinguir las convulsiones epilépticas de las histéricas. Para ello utiliza la metodología que ha resultado fructífera en sus investigaciones en neurología y que consiste en distinguir casos patológicos específicos eligiendo como casos típicos aquellos que contienen el mayor número de síntomas posibles y considerando los demás casos como formas incompletas. Charcot obtuvo en 1872 la cátedra de anatomía patológica, que había dejado vacante Vulpian y, el mismo año, fue elegido miembro de la academia de medicina.
El 18 de julio de 1876, Charcot, Jules Bernard Luys y Amédée Dumontpallier eran miembros de una comisión nombrada por Claude Bernard para estudiar experimentos de metaloscopia (determinación del metal al que era sensible el paciente histérico) y de metaloterapia (terapia interna resultante de la afinidad). revelado por las aplicaciones externas de los metales) del doctor Victor Burq.  Burq había descubierto que los metales colocados sobre el cuerpo de los histéricos, o incluso a distancia, sin el conocimiento de las personas interesadas, provocaban en ellas reacciones fisiológicas, nerviosas, musculares y psíquicas más o menos constantes. En sus informes publicados en 1877 y 1878, Charcot, Luys y Dumontpallier reconocieron que la aplicación externa de metales modificaba ciertos síntomas de la histeria. 
Siguiendo instrucciones de su maestro Guillaume Duchenne de Boulogne, pionero en el uso de la electricidad como instrumento para experimentos fisiológicos, Charcot desarrolló un laboratorio de electroterapia en Salpêtrière. Charcot estuvo también en el origen de la creación del laboratorio fotográfico de la Salpêtrière, que permitió constituir, entre 1875 y 1879, la famosa iconografía fotográfica de la Salpêtrière, que fijaba los síntomas e iba acompañada de descripciones clínicas detalladas.  A partir de 1878, Charcot inició la fase experimental de sus trabajos sobre la histeria con Paul Richer, Paul Regnard y Raymond Vigouroux, utilizando la acción de los metales, los imanes y la electricidad sobre los pacientes histéricos. 

## Histeria e hipnosis

### La gran histeria

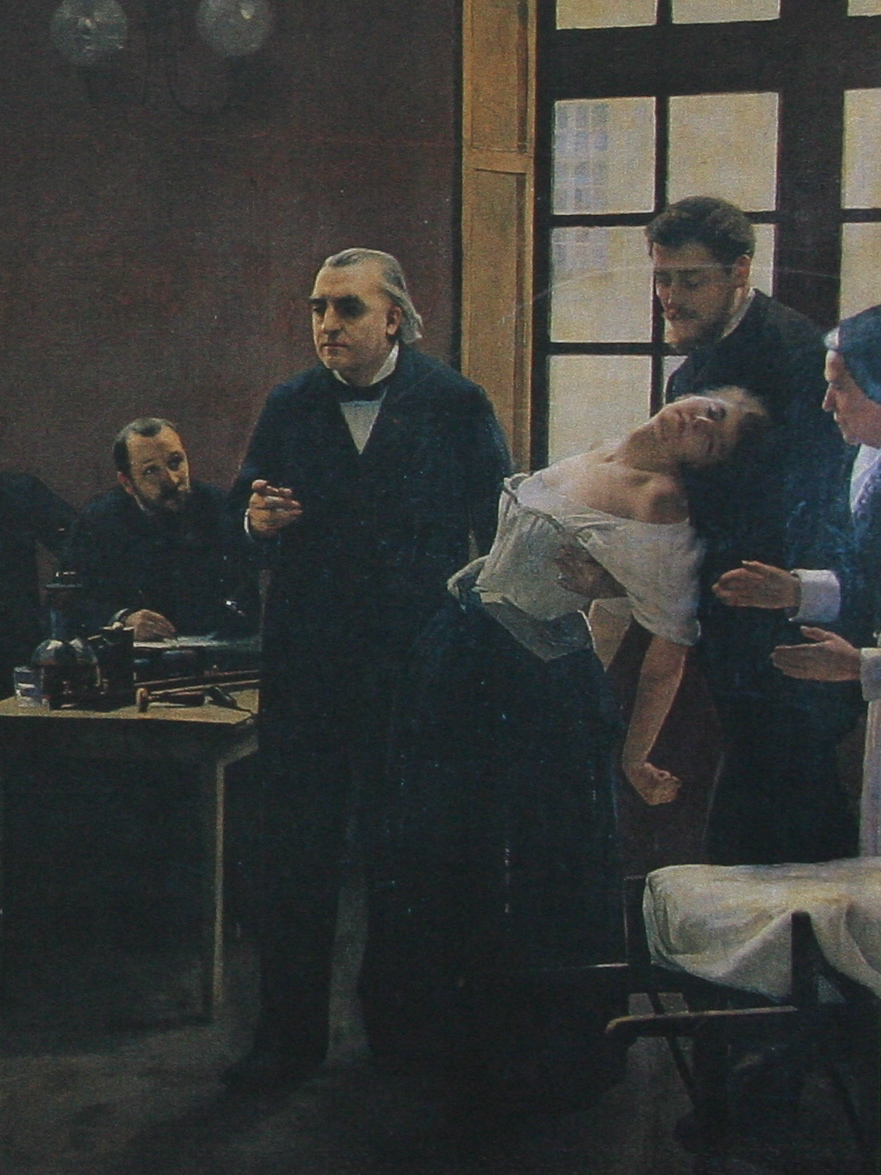
Detalle del cuadro de André Brouillet que muestra a Blanche Wittmann en crisis con Jean-Martin Charcot (izquierda) y Joseph Babinski (derecha)

Charcot comenzó en 1878 a estudiar la hipnosis, probablemente bajo la influencia de su colega Charles Richet, quien en 1875 publicó un artículo sobre "sonambulismo inducido". En el verano de 1878, comenzó a utilizar la hipnosis como técnica experimental para el estudio de la histeria. El hipnotismo representa para él la parte experimentalizable de la neurosis, cuyas manifestaciones se podían estudiar cómodamente reproduciendo los síntomas de la histeria fuera de las crisis.
Charcot comunicó los resultados de su investigación a la Academia de Ciencias de Francia el 13 de febrero de 1882.  Ese mismo año, en Sobre los diversos estados nerviosos determinados por la hipnotización en los histéricos, rehabilitó la hipnosis como tema de estudio científico, presentándola como un hecho somático propio de la histeria. Charcot creía haber caracterizado objetivamente la hipnosis mediante signos físicos y, sobre todo, neurológicos, que no podían simularse. Como señala Pierre Janet, Charcot realizó un "tour de force" (proeza) al hacer que el hipnotismo fuera reconocido por la academia que lo había condenado tres veces bajo el nombre de magnetismo animal. Para Charcot y los miembros de su escuela, "un individuo hipnotizable es a menudo un histérico, actual o potencial, y siempre un neurópata, es decir, un sujeto con antecedentes nerviosos hereditarios que probablemente se desarrollará frecuentemente hacia la histeria mediante las maniobras de hipnotización." 
Charcot asimila la histeria a la hipnosis, sólo la causa -espontánea o provocada- las diferencia.  Describe las tres etapas sucesivas de lo que él llama “el gran hipnotismo " o la "gran histeria":
- La letargia, obtenida presionando los párpados del sujeto, durante la cual el sujeto permanece inerte (sus músculos están flácidos y su respiración es profunda y apresurada) mientras manifiesta un "hiperexcitabilidad neuromuscular". El más mínimo contacto sobre el músculo, tendón o nervio del que depende, provoca la contractura
- La catalepsia, que se obtiene abriendo de nuevo los ojos del sujeto (o haciendo sonar un gong), durante la cual el sujeto asume las posturas que le han sido dadas y "transfiere" a voluntad las contracturas al lado del cuerpo donde se aplica un imán
- El sonambulismo, que se obtiene frotando la parte superior del cráneo del sujeto, durante el cual el sujeto habla y se mueve normalmente
- El sujeto muestra amnesia total al despertar.

Según Charcot, el ataque de la Gran Histeria se produjo según leyes “válidas para todos los países, para todos los tiempos, por lo tanto universales”.
A partir de 1882, año en el que logró la creación de la cátedra clínica de enfermedades del sistema nervioso, Charcot impartió numerosas lecciones públicas en la Salpêtrière, a las que acudieron médicos e intelectuales de toda Europa para poder observar los fenómenos que presentaba. A estas sesiones asistieron Guy de Maupassant, Alphonse Daudet, Émile Zola y los hermanos Goncourt. Algunas de las pacientes histéricas de Charcot, como Justine Etchevery, Rosalie Leroux, Jane Avril o Blanche Wittmann, apodada " la reina de la histeria ", se volvieron tan famosas como las actrices de teatro. En estas presentaciones clínicas de los pacientes de la Salpêtrière, Charcot reproducía sus síntomas bajo hipnosis, haciéndolas pasar por los tres estados de la gran histeria.
La sala en la que se desarrollan las sesiones públicas de Charcot era "una gran sala, una especie de museo, cuyas paredes, incluso el techo, están decoradas con un número considerable de dibujos, pinturas, grabados, fotografías que representan a veces escenas con varios personajes, a veces un solo paciente desnudo o vestido, de pie, sentado o acostado, a veces una o dos piernas, una mano, un torso o cualquier otra parte del cuerpo. A su alrededor, vitrinas con cráneos, columnas vertebrales, tibias y húmeros que presentan tal o cual particularidad anatómica; casi por todas partes, en las mesas, en las vitrinas, un revoltijo de tarros, instrumentos, aparatos; la imagen de cera, aún no terminada, de una anciana desnuda y acostada en una especie de cama; bustos, incluido el de Gall, pintados de verde".
“Conocemos el rostro del señor Charcot; recuerda el de Napoleón I: mirada penetrante; discurso breve y sensible; nada solemne; pose de alguien que sabe que está en evidencia y que no quiere que parezca que está posando; hábito de desempeñar un papel protagónico. Un entorno silencioso, atento y sereno”. 

### Experimentos sobre la independencia de los hemisferios cerebrales

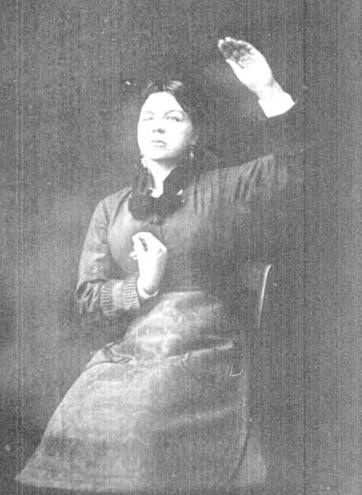
Paciente histérica en estado hemiletargico (derecha) y hemicataléptico (izquierda)

Durante estas manifestaciones, los pacientes también pasaban por estados que Charcot llamaba “la hora del almuerzo", la mitad del cuerpo en catalepsia o letargo, y la otra mitad en sonambulismo.  Charcot y sus discípulos también demostraron fenómenos de “transferencia" relativos a la metaloterapia, que consistíann en que el imán tendría la propiedad de hacer pasar, en determinadas personas extrasensibles, de izquierda a derecha y viceversa, determinadas manifestaciones unilaterales de gran hipnotismo.
Charcot y muchos de sus discípulos, como Bérillon, Ladame o Dumontpallier consideraban que se puede suprimir la actividad psíquica, motora, sensorial de un hemisferio cerebral, o transferirla mediante placas metálicas o por sugestión hipnótica, en el otro hemisferio. Para estos practicantes, los fenómenos hipnóticos, supuestamente repetibles a voluntad, claramente categorizados y distribuidos en escalas fijas, se deben a modificaciones fisiológicas que tienen lugar en la materia cerebral. Para ellos, como señala Bertrand Méheust, el ser humano "se reduce a una máquina ultraperfeccionada que reacciona de manera constante y regular a los diversos estímulos que se le imponen. El cuerpo humano, la psique humana, están divididos en zonas que se supone que mantienen relaciones constantes y predecibles, análogas a las que existen entre los cuerpos químicos.".
Delboeuf describió una manifestación realizada por Binet y Féré en 1885: "estando Wittman en catalepsia por la izquierda, en letargo o sonambulismo por la derecha, si nos acercamos a ella, sin que ella lo sepa, un imán ya sea a la derecha o a la izquierda, invertiremos este doble estado, el lado derecho será puesto en catalepsia y el lado izquierdo en letargo o sonambulismo. Si le damos una actitud cataléptica asimétrica, tomará, bajo la influencia del imán, la actitud contraria." 

### Lesión funcional dinámica y teoría traumático-disociativa

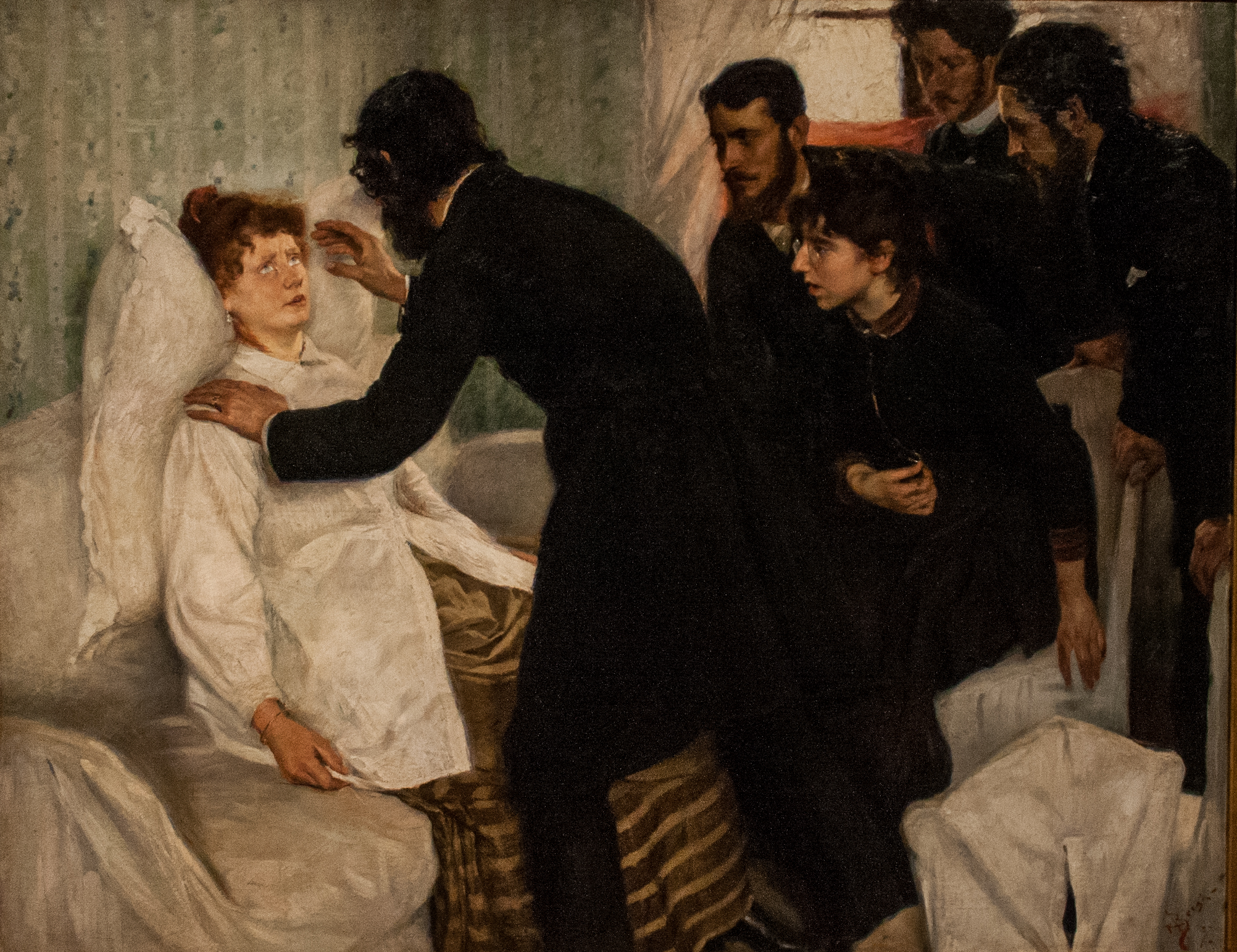
Sesión de hipnosis, de Richard Bergh, 1887

En aquella época se consideraba que la parálisis traumática era causada por un daño en el sistema nervioso tras un accidente, aunque los ingleses Benjamin Collins Brodie en 1837  y Russell Reynolds en 1869  ya habían demostrado que existía una “parálisis psíquica".
El interés de Charcot por la hipnosis es inseparable del método anatomoclínico, es decir, de la identificación de las alteraciones anatómicas susceptibles de explicar las enfermedades nerviosas orgánicas. Utilizó la hipnosis desde una perspectiva experimental para demostrar que laparálisis histérica no está determinada por una lesión orgánica sino por lo que él llamaba un “lesión dinámica funcional" que es posible recrear bajo hipnosis y luego hacer desaparecer. Esta noción de “lesión dinámica" representa la admisión de que en el caso de la histeria debemos abandonar el ideal de una simple correlación entre lesión anatómica y síntoma. Como escribió Freud en 1893 "la lesión de la parálisis histérica debe ser completamente independiente de la anatomía del sistema nervioso ya que la histeria se comporta como si la anatomía no existiera". 
Para Charcot, la “lesión dinámica" debía interpretarse como el resultado de una asociación subconsciente del órgano afectado con el recuerdo de un acontecimiento, de un trauma. Ya en 1881, Paul Richer explicaba que la crisis histérica reproduce a menudo un trauma psicológico, en particular de naturaleza sexual. Sobre la base de sus investigaciones realizadas en 1884 y 1885 sobre la parálisis traumática. Charcot declaró que los síntomas histéricos se debían a un "choque" traumático que provoca una disociación de la conciencia, y cuyo recuerdo, por tanto, permanece inconsciente o subconsciente..Para Charcot, el shock nervioso que sigue al trauma representa una especie de estado hipnoide, análogo al de la hipnosis, que posibilita un efecto de autosugestión. 
Si bien Charcot no utilizó la hipnosis en un contexto terapéutico, para intentar disminuir los síntomas de sus pacientes, sin embargo sentó las bases de la teoría “traumático-disociativa" de la neurosis, que serán desarrolladas por Pierre Janet, Josef Breuer y Sigmund Freud. Entre 1888 y 1889, este último se comprometió a “encontrar" y "no sugerir" bajo hipnosis los recuerdos traumáticos de sus pacientes.
En 1892, poco antes de su muerte, Charcot distinguió la “amnesia dinámica", donde se pueden encontrar recuerdos olvidados bajo hipnosis, de la "amnesia orgánica", donde esta recuperación no es posible. Fue con los trabajos en Salpêtrière que comenzó a estabilizarse la distinción entre neurosis, a la que se atribuía una causa psicológica, y psicosis, a la que se atribuía una causa orgánica.

## Controversias con la Escuela de Nancy

### La cuestión de la sugestión

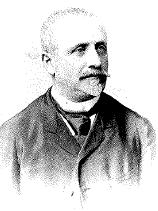
Hipólito Bernheim.

En 1883, el médico Hippolyte Bernheim, en una ponencia ante la Sociedad Médica de Nancy, definió la hipnosis como un simple sueño, producido por sugestión y susceptible de aplicaciones terapéuticas. Esta declaración equivalía a una declaración de guerra contra las ideas de Charcot, para quien la hipnosis es un estado fisiológico muy distinto del sueño, reservado a individuos predispuestos a la histeria y sin posibilidad de uso terapéutico. Para Charcot, las propiedades somáticas del hipnotismo pueden desarrollarse además independientemente de cualquier sugestión.
El director de la Escuela de Nancy cuestionó el hecho de que la hipnosis fuera un estado patológico específico de la histeria. Señaló que se puede fácilmente, si se desea, provocar artificialmente manifestaciones de gran histeria en sujetos no histéricos, o incluso provocar en los histéricos manifestaciones enteramente diferentes de las descritas por Charcot. Para él, "lo que llamamos hipnotismo no es otra cosa que la activación de una propiedad normal del cerebro, la sugestionabilidad, es decir la capacidad de dejarse influenciar por una idea aceptada y buscar su realización." Para Bernheim y sus colegas, los pacientes histéricos utilizados por Charcot durante sus manifestaciones eran sujetos distorsionados por un exceso de manipulación, que inconscientemente adivinaban lo que se esperaba de ellos y lo llevaban a cabo. Sólo repetían las lecciones aprendidas sin el conocimiento de sus maestros. En la segunda edición de su libro, Bernheim ataca directamente a Charcot declarando: "Los observadores de Nancy concluyen de sus experimentos que todos estos fenómenos observados en la Salpêtrière, las tres fases, la hiperexcitabilidad neuromuscular del período de letargo, la contractura especial provocada durante el llamado período de sonambulismo, la transferencia por los imanes, no existen cuando el experimento se lleva a cabo en condiciones tales que la sugestión no esté en juego... El hipnotismo de Salpêtrière es un hipnotismo de cultura".
El matemático belga Joseph Delboeuf asistió a experimentos en Salpêtrière en 1885 con el filósofo Hippolyte Taine. Delboeuf no estaba convencido de la existencia de una polaridad magnética corporal. Los experimentos a los que asistió en Salpêtrière estaban, en su opinión, lejos de presentar las garantías científicas requeridas. Temía, como Bernheim y Beaunis de Nancy, que se tratara de fenómenos de sugestión ignorados por ambas partes, en los cuales el experimentador quedaba tan engañado como el sujeto.
En 1887, Edgar Bérillon creó la Revista de hipnotismo experimental y terapéutico, que se convirtió en Revista de hipnotismo y psicología fisiológica en 1895 y continuó publicándose hasta 1910. La revista estaba abierta a los partidarios de las dos escuelas rivales y publicaba artículos de Charcot, Dumontpallier, pero también de Bernheim y Liébeault.
Del 6 al 10 de agosto de 1889 se celebró en la Facultad de Medicina de París el primer congreso de psicología fisiológica, aproximadamente la mitad de las ponencias versaban sobre la hipnosis. El congreso estuvo presidido por Charcot, junto al cual había tres vicepresidentes: Hippolyte Taine, Valentin Magnan y Théodule Ribot. Paralelamente, del 8 al 12 de agostot, tuvo lugar en el Hôtel-Dieu el primer congreso de hipnotismo experimental y terapéutico. Este congreso estuvo presidido por Amédée Dumontpallier y tuvo como presidentes honorarios a Charcot, Charles-Édouard Brown-Séquard, Paul Brouardel, Charles Richet, Eugène Azam, Cesare Lombroso y Ernest Mesnet.
Entre los participantes en estos congresos también se encontraban Sigmund Freud, Joseph Delboeuf, Hippolyte Bernheim, Ambroise-Auguste Liébeault, Pierre Janet, Paul Janet, William James, Auguste Forel, Wilhelm Wundt, Moritz Benedikt, Jules Dejerine, Émile Durkheim, Frederik Van Eeden, Albert van Renterghem, Julian Ochorowicz y Frederick Myers.
Las contribuciones de los ponentes reflejaron la controversia entre las dos escuelas. Así, para Dumontpallier, "La experimentación demuestra que la atención expectante y la sugestión no tienen nada que ver en determinadas condiciones que determinan el hipnotismo." Babinski declara que si bien la Escuela de París no cuestiona en modo alguno la realidad de la sugestión, sostiene que la sugestión no es la única fuente de los fenómenos hipnóticos. Tras recordar que existen muchas formas de hipnotizar, Bernheim concluye: "en realidad sólo un elemento interviene en todos estos diversos procesos: es la sugestión. El sujeto se duerme (o es hipnotizado) cuando sabe que debe dormir... es su propia fe, es su impresionabilidad psíquica la que le hace dormir."

### Sugestiones criminales

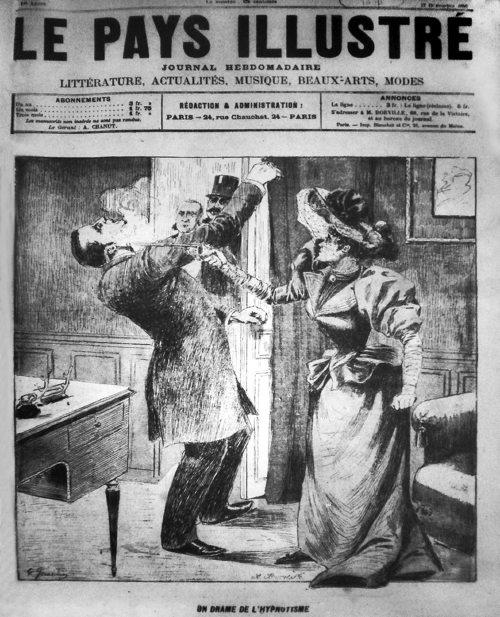
Ilustración del disparo disparado contra Gilles de la Tourette en 1893

En 1884, un colaborador de Bernheim, el jurista Jules Liégeois, sugirió que los sujetos hipnotizados cometieran crímenes, proporcionándoles a tal efecto armas inofensivas. De este modo, los llevaba a cometer simulacros de asesinato. Henri Beaunis, otro miembro de la Escuela de Nancy, concluyó que la sugestión hipnótica finalmente proporcionó a la psicología la herramienta experimental que le faltaba. Para él, el hipnotismo constituye "un verdadero método experimental; será, para el filósofo, lo que es la vivisección para el fisiólogo." 
La mayoría de los miembros de la Escuela Salpêtrière no aceptaron las conclusiones que Liégeois extrajo de sus experimentos, a saber, que es posible inducir a las personas a cometer delitos bajo hipnosis. Así, Gilbert Ballet afirmó que los peligros de las sugestiones criminales son "más imaginarios que reales". En 1888, durante el asunto Chambige y en 1890, durante el proceso de Gabrielle Bompart, el hipnotismo fue objeto de controversia jurídica, donde algunos expertos admitieron la posibilidad de crímenes en estado de hipnosis y otros la negaron. En 1893, una joven, afirmando haber sido hipnotizada por Gilles de la Tourette a distancia y contra su voluntad, le disparó tres veces con un revólver,  hiriéndolo gravemente en la cabeza 
Las contribuciones de los ponentes reflejaron la controversia entre las dos escuelas. Así, para Dumontpallier, "La experimentación demuestra que la atención expectante y la sugestión no tienen nada que ver en determinadas condiciones que determinan el hipnotismo." Babinski declara que si bien la Escuela de París no cuestiona en modo alguno la realidad de la sugestión, sostiene que la sugestión no es la única fuente de los fenómenos hipnóticos. Tras recordar que existen muchas formas de hipnotizar, Bernheim concluye: "en realidad sólo un elemento interviene en todos estos diversos procesos: es la sugestión. El sujeto se duerme (o es hipnotizado) cuando sabe que debe dormir... es su propia fe, es su impresionabilidad psíquica la que le hace dormir."
Para los liegueses, "El sonámbulo puede convertirse, sin saberlo, en autor inconsciente de delitos menores o actos delictivos, incluso asesinatos y envenenamientos." Binet y Féré, “disidentes" de la escuela Charcot, brindaron apoyo a Liégeois. Así, Féré escribió que "el hipnótico puede convertirse en un instrumento de crimen extremadamente preciso, y tanto más terrible cuanto que inmediatamente después de realizado el acto, todo puede olvidarse, el impulso, el sueño y la persona que lo ha provocado." Muchos hipnotizadores suscriben estos puntos de vista, incluidos Ladame, Forel, Pitres, Dumontpallier, Bérillon, Jules Voisin y  Kraft-Ebing. En la misma línea, la creencia de que se puede hipnotizar a un sujeto contra su voluntad o sin su conocimiento fue compartida alrededor de 1890 por muchos practicantes de la hipnosis.

### Amnesia posthipnótica
Mientras Charcot hizo de la amnesia posthipnótica un componente necesario del gran hipnotismo, Bernheim muestra que la amnesia de la sugestión puede eliminarse. Delboeuf muestra que la amnesia, lejos de ser espontánea, es en sí misma el resultado de las expectativas de quien sugiere. Afirmó que "La memoria y el no recuerdo son sólo hechos accidentales, sin valor característico."

## Controversias con los magnetizadores

### James Braid, ¿el padre fundador?

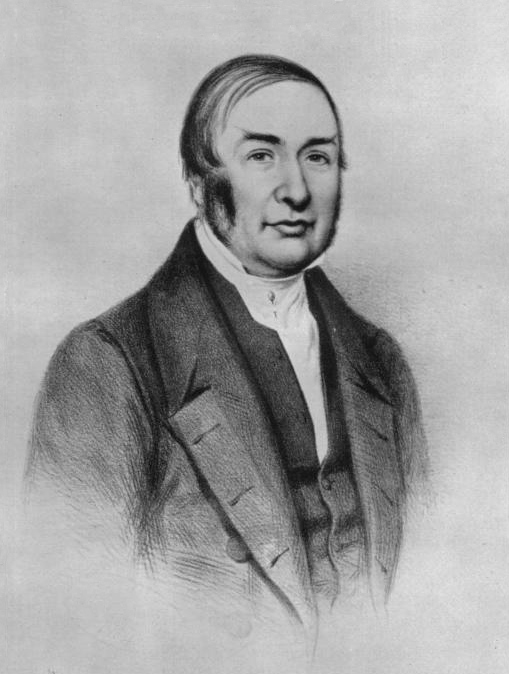
James trenza

Los discípulos de Charcot dijeron haber despojado al mesmerismo de su aura de misterio, de las quimeras inventadas por los magnetizadores, para reducirlo a lo que realmente es: un fenómeno nervioso, una “enfermedad del sueño". Reconocían a Braid como el padre fundador del hipnotismo científico, considerando que su ruptura con el fluido y la fenomenología fantástica de los magnetizadores constituía una verdadera ruptura epistemológica. Así, Cullerre afirma que la obra de Braid "Era completar la derrota del magnetismo animal y llevar el estudio de los fenómenos magnéticos de reconocida autenticidad a un camino decididamente científico." Ferdinand Bottey declara que el magnetismo animal "ha dejado de existir desde que Braid, en 1843, asestó al mesmerismo y al fluidismo el golpe decisivo que los mató para siempre." 
Sobre esta llamada “ruptura epistemológica", bromeó el magnetizador público Alfred D'Hont: "Muchos descubrimientos o las llamadas innovaciones consisten simplemente en el uso de una nueva etiqueta (…). Gracias a Braid y su nuevo método experimental, sobre todo gracias a la nueva palabra que arrojó como polvo a los ojos de los científicos oficiales, acogieron con agrado hechos que antes habían rechazado bajo el nombre de magnetismo y sonambulismo." Los magnetizadores también recibieron el apoyo del filósofo belga Joseph Delboeuf, quien afirmó que los hipnotizadores les debían todo lo que sabían.

### Dos concepciones de la razón
Para los hipnotizadores, el conflicto que opone a los magnetizadores a la institución médica enfrenta la luz de la razón y las tinieblas del ocultismo, mientras que los magnetizadores consideran que se trata de dos concepciones diferentes de la razón que se oponen entre sí. A sus ojos, la razón no tiene derecho a excluir hechos en nombre de una idea predeterminada de lo posible y lo imposible. Para sus adversarios, en cambio, ciertos fenómenos magnéticos contradicen el orden de la naturaleza y, por tanto, se pierde el tiempo estudiándolos.
Los hipnotizadores afirman, gracias a experimentos realizados según estrictos protocolos en un entorno hospitalario, haber liberado el “núcleo racional" del antiguo magnetismo de las fantásticas concreciones con que lo habían cubierto sus predecesores.  "El término "hipnotismo", reemplazando al magnetismo, indica por tanto una purificación, o un manejo finalmente científico, pero el “fenómeno", por su parte, se supone que sigue siendo el mismo, lo que se ha eliminado son sólo creencias parasitarias". En su Historia del hipnotismo experimental, Edgar Bérillon afirma: "Como todas las ciencias, antes de adentrarse en el camino científico, el hipnotismo pasó por un período de empirismo. Si la química y la astronomía fueron precedidas por la alquimia y la astrología, el hipnotismo fue precedido por el magnetismo animal." Alfred Binet y Charles Féré se oponen a "la maravillosa historia del magnetismo animal… a los hechos positivos del hipnotismo". Los defensores del hipnotismo estigmatizan a los magnetizadores por su gusto desmesurado por lo sobrenatural, su falta de método, sus prisas y su ingenuidad. Al mostrar el carácter precientífico del trabajo de los magnetizadores, resaltaron, por el contrario, la seriedad y la solidez de la nueva hipnología.
Por su parte, los herederos de Mesmer y Puységur acusaron a Charcot y a sus discípulos de seleccionar a partir de la fenomenología del “sonambulismo magnético" lo que corresponde a sus presupuestos ideológicos, dejando de lado las dimensiones del espíritu humano que el cientificismo y el positivismo dominantes son incapaces de integrar.Entre estas dimensiones, encontramos en particular los fenómenos de “lucidez magnética" que designan la capacidad manifestada por ciertos sonámbulos, en determinados momentos privilegiados, de recibir información mientras parecen liberarse de todos los canales sensoriales conocidos. Para ellos, el llamado “ núcleo racional " liberado por los hipnotizadores no es más que un residuo empobrecido y patologizado, obtenido mediante prácticas brutales y primitivas y, en particular, mediante un uso irresponsable de las sugestiones. La cuestión en debate es saber si, en estado sonámbulo (o hipnótico), los sujetos se sumergen en un estado de automatismo y conciencia disminuida o si, por el contrario, como siempre han afirmado los magnetizadores, acceden a nuevas facultades y una presencia más intensa en el mundo.

### Prohibiciones de práctica
Durante el Primer Congreso Internacional de Hipnotismo en 1889, Charcot y el neurólogo ginebrino Paul-Louis Ladame, entre otros, obtuvieron por votación la prohibición del uso del magnetismo, argumentando que las prácticas de los magnetizadores conducen a resultados muy peligrosos para la salud y el orden público. Ese mismo año, Gilles de la Tourette quiso que se tomaran medidas legales para asimilar el magnetismo en todas sus formas al fraude. Las prácticas de magnetizadores estarían comprendidas en la ley de Ventôse, An XI, artículo 35 como ejercicio ilegal de la medicina.
La controversia entre Ladame y Delboeuf ilustra bien el debate. En primer lugar, se deberían prohibir las sesiones públicas de magnetizadores mediante medidas policiales, regular la práctica de la hipnosis restringiéndola únicamente a los médicos y hacer obligatoria la enseñanza del hipnotismo en las facultades de psiquiatría. Delboeuf, por su parte, declararó que, bajo la apariencia de ética, los médicos que seguían a Ladame buscaban en realidad monopolizar la práctica del hipnotismo, una fuente sustancial de ingresos y de poder, y que poner de relieve los peligros del hipnotismo estaba dictado por un presupuesto teórico erróneo.
Del 26 octubre de1889 se celebró el Congreso Internacional sobre Magnetismo, durante el cual la obra de Charcot fue objeto de duros comentarios. Los magnetizadores también criticaron a los alienistas por su falta de respeto hacia sus pacientes. Así, el difunto magnetizador Auguste Leroux estigmatizó a "los experimentadores (…) que transformaron los hospitales en laboratorios y redujeron a los enfermos a la condición de perros, conejos y cobayas". Para Leroux, las prácticas de los médicos eran mucho más nocivas que las de los magnetizadores, y esto se debía a la extrema dependencia en que se encontraban los pacientes de los médicos que ostentaban un poder casi discrecional sobre la institución. 

## Posteridad de la Escuela Salpêtrière

### La victoria de Nancy y el declive de la hipnosis

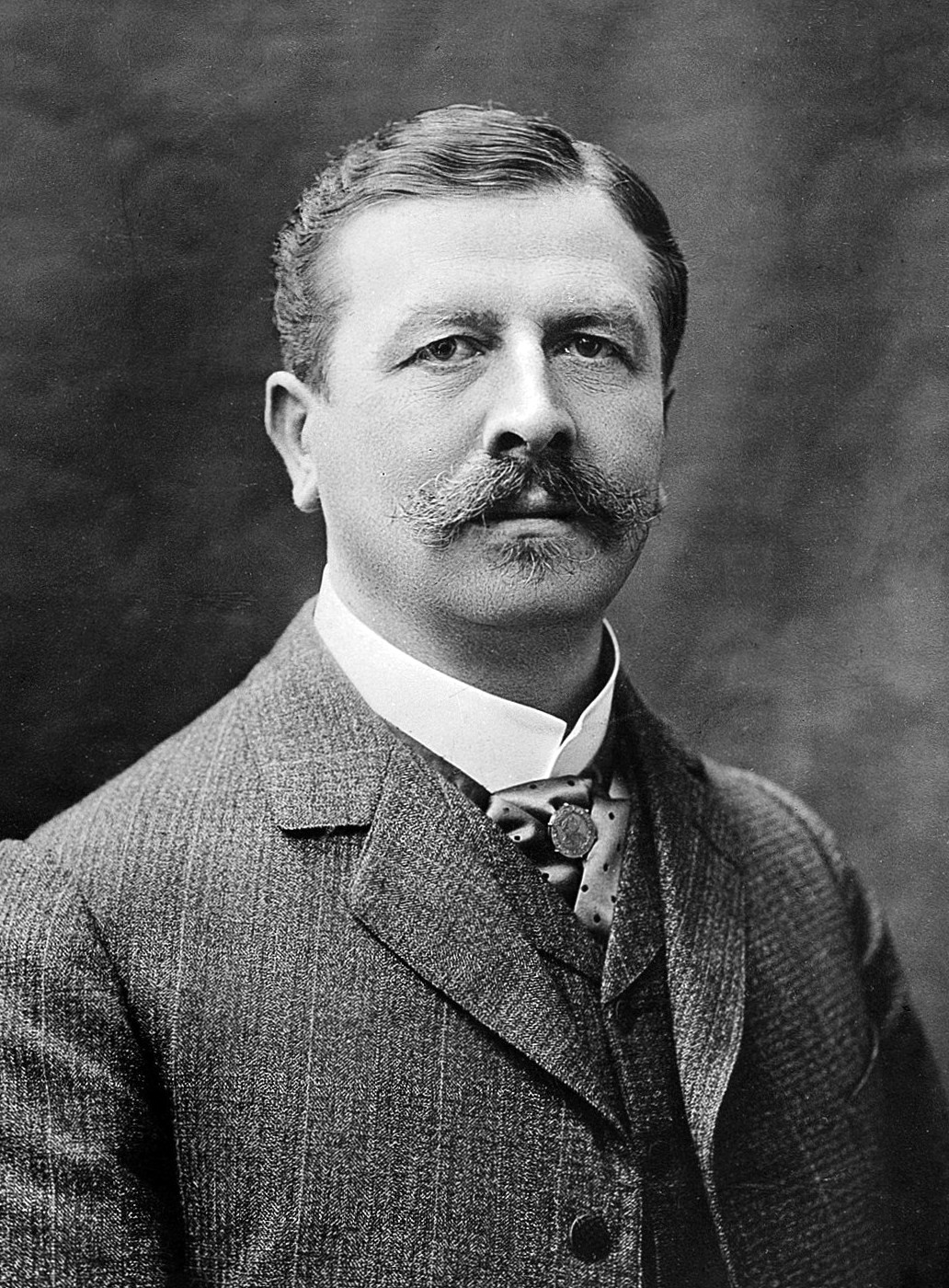
José Babinski.

Tras la muerte de Charcot en 1893, Joseph Babinski sustituyó la concepción de histeria heredada de su maestro por la de pitiatismo (del griego: πειθώ, peitho, "persuasión" y ιατος, iatos, "curable") para designar "el estado patológico manifestado por trastornos que es posible reproducir por sugestión, en ciertos sujetos, con perfecta precisión, y que probablemente desaparecen bajo la influencia de la persuasión (contrasugestión) únicamente." Como resultado, excluyó la histeria del campo científico de la neurología. Aunque no lo confesó abiertamente, el que había sido fiel discípulo de Charcot se acercó a las posiciones de Bernheim e incluso llegó a demostrar que los ataques histéricos y los famosos "estigmas" que los acompañan pueden ser provocados por sugestión.
Bernheim, sin embargo, continuó destacando las diferencias que lo oponían a Babinski, subrayando que este último sólo reconocía el poder de sugestión para el pitiatismo, mientras que Bernheim reconocía su poder para actuar sobre funciones fisiológicas que no estaban relacionadas con el sistema voluntario. En 1903, Bernheim afirmó que no se puede distinguir la hipnosis de la sugestionabilidad y declaró: "la sugestión nació del hipnotismo antiguo como la química nació de la alquimia". Poco a poco abandonó la hipnosis, sosteniendo que sus efectos podían obtenerse igualmente fácilmente en estado de vigilia mediante sugestión, utilizando un método que llamó psicoterapia. En su último libro, publicado en 1917, negó la existencia de una " estado hipnótico " y afirmó que los diversos fenómenos hipnóticos pueden ser provocados en individuos sugestionables por sugestiones verbales en estado de vigilia. El declaró: "No hay hipnotismo, sólo hay sugestibilidad." 
Los trabajos de Bernheim y Babinski convergen en que hacen desaparecer la especificidad de la hipnosis: para el primero asimilándola pura y simplemente a la sugestión y para el segundo procediendo con su famoso “desmembramiento" de la histeria. 
La práctica de la hipnosis fue prohibida aún más por Wilhelm Wundt, el fundador de la psicología experimental, quien consideraba que el hipnotismo y el ocultismo estaban estrechamente relacionados y afirmaba que "las lamentables consecuencias que deja el hábito de la hipnosis […] se manifiestan en el debilitamiento de la resistencia nerviosa y moral". 

### Pierre Janet
Pierre Janet defendió en 1889 una tesis doctoral en filosofía en la Sorbona dedicada al "automatismo psicológico". Afirmó que "Los sonámbulos pueden […] adoptar todas las características psicológicas posibles, siempre que no sean exactamente las de su estado normal. " y que  "El sonambulismo es una segunda existencia que no tiene más características que ser segunda." A partir de 1883, mientras era profesor de filosofía en  El Havre, Janet se ocupaba voluntariamente de los pacientes psiquiátricos del doctor Gibert. Fue en esta época cuando realizó experimentos con su hermano, Jules Janet, con la enferma Léonie Leboulanger. En 1885 y 1886, estos experimentos fueron presentados a la Sociedad de Psicología Fisiológica, presidida por Charcot, por el tío de Janet, el filósofo Paul Janet. En 1890, Charcot confió a Pierre Janet la dirección del laboratorio de psicología experimental de Salpêtrière, y en 1893, Janet escribió su tesis médica, Contribución al estudio de los accidentes mentales en los histéricos.
Después de la muerte de Charcot, Janet fue uno de los pocos que siguió interesado por la hipnosis, creyendo que la falta de interés por este fenómeno era sólo "Un accidente momentáneo en la historia de la psicoterapia." Sin embargo, él también acabó abandonando sus trabajos sobre la histeria y el sonambulismo en 1910. 
Janet señaló que las descripciones de Charcot sobre la histeria y la hipnosis se basaban en un número muy pequeño de pacientes. Según él, Charcot nunca hipnotizó a nadie. Fueron sus discípulos quienes seleccionaron y prepararon para el maestro un pequeño grupo de pacientes interesantes (no más de una docena) con la ayuda de magnetizadores.. Además, destacó que las tres etapas del hipnotismo de Charcot fueron en realidad el resultado del entrenamiento de los pacientes y que, como la historia del magnetismo animal había caído en el olvido, Charcot creía que todo lo que había observado en sus sujetos hipnotizados era nuevos descubrimientos, mientras que la mayoría se conocían desde finales del siglo XVIII. Así, por ejemplo, los fenómenos de la amnesia posthipnótica ya habían sido observados por Puységur antes de la Revolución francesa. Sobre los magnetizadores, Janet llegó incluso a escribir: "Tenemos la convicción, que no esperamos compartir, de que entre ellos había verdaderos eruditos tanto más devotos de su ciencia cuanto que no podían obtener de ella ni gloria ni ventajas de ningún tipo... Dedicaron sus vidas a trabajos que apenas podemos sospechar, a fenómenos larguísimos y delicados de los que el pequeño hipnotismo actual no da idea." 

### Sigmund Freud
Sigmund Freud, financiado con una beca de viaje de la Facultad de Medicina de Viena, pasó cuatro meses en la Salpêtrière del 20 de octubre de 1885 al 23 de febrero de 1886. Asistió a los experimentos de Charcot sobre la parálisis histérica y quedó impresionado por la idea de que una representación inconsciente podría ser la causa de los trastornos motores. De regreso a Viena, dio una conferencia sobre la histeria masculina que provocó reacciones de perplejidad entre sus colegas médicos. Se sabe, en particular, que el neurólogo alemán Carl Westphal había expresado su profunda preocupación por el rumbo que estaban tomando los trabajos de Charcot sobre la histeria.
En diciembre de 1887, Freud anunció a Wilhelm Fliess que se había sumergido en el hipnotismo y que ya había obtenido "todo tipo de éxitos pequeños pero sorprendentes" y en 1888 publicó la traducción del libro de Bernheim Sobre la sugestión y sus aplicaciones terapéuticas. En su prefacio a esta traducción, define la sugestión como "Una representación consciente introducida en el cerebro de la persona hipnotizada por una influencia externa y que fue aceptada por él como si fuera una representación que surgiera espontáneamente."
En 1889 visitó Bernheim y Liébeault en Nancy en compañía de su paciente Anna von Lieben. Ese mismo año, decidió aplicar el método de Janet sobre la desugestión de recuerdos traumáticos de pacientes bajo hipnosis, basado a su vez en la teoría traumático-disociativa de Charcot. En mayo de 1889 comenzó el tratamiento de Emmy von M y pasó por primera vez al método catártico de Breuer, en el que la hipnosis ya no se utiliza con fines de sugestión directa, como instrumento para imprimir una representación en el cerebro del paciente, sino donde el paciente puede, gracias a la hipnosis, recordar el trauma pasado y puede revivirlo emocionalmente. Freud enfatiza que "recordar sin afecto casi siempre carece de efecto. El proceso psíquico que surgió originalmente debe repetirse lo más vívidamente posible.".
En la disputa entre Salpêtrière y Nancy sobre el carácter sugerido o no de la “gran histeria", Freud se posicionó a favor de Charcot. Así, en 1921, anunció su "rebelarse contra el hecho de que la sugestión, que explicaría todo, debería estar ella misma exenta de explicación." Sin embargo, en una carta a Roback en 1930 admitió haber oscilado siempre entre las concepciones de las dos escuelas: "En cuanto al hipnotismo, tomé partido contra Charcot y tampoco estuve del todo de acuerdo con Bernheim." 
A partir del otoño de 1892, Freud abandonó gradualmente la hipnosis propiamente dicha en favor de “la hipnosis Druckprozedur ", técnica hipnótica indirecta heredada de Bernheim y Heidenhain, que consiste en presionar la frente de los pacientes y pedirles que evoquen una idea o una imagen.  En 1893, Freud celebró a Charcot por haber realizado los fenómenos de la histeria y la hipnosis " objetivos " que es racional y respetable estudiar.. A principios de 1895, Freud dejó de utilizar la hipnosis. En 1917 declaró que "El psicoanálisis en sí sólo data del día en que dejamos de utilizar la hipnosis."

### Actualidad
Los teóricos de la hipnosis denuncian hoy unánimemente la rigidez del molde teórico, propio del cientificismo de finales del XIX, propuesto por Charcot para describir los fenómenos hipnóticos. Muestran la complejidad y la naturaleza cambiante de estos fenómenos. En esto confirman las observaciones de magnetizadores como Bertrand o Deleuze, que muy pronto fueron conscientes del carácter proteico de los hechos hipnóticos.  Es precisamente porque han ido más allá del empirismo "vulgar" de los magnetizadores y que hagan ciencia, que los hipnotizadores han quedado atrapados. Así, Bertrand Méheust, historiador del magnetismo y del hipnotismo, considera que "El presupuesto básico del cientificismo, según el cual la naturaleza debe ser violada para extraer sus secretos, es ciertamente eficaz cuando se trata de estudiar el mundo inanimado, pero se vuelve inoperante tan pronto como tomamos como objeto de estudio la interacción entre sentir, pensar y y seres amorosos. Peor aún, lleva el hipnotismo a un desastre epistemológico" porque los hipnotizadores caen en la trampa de la sugestión, "que creen conocer y dominar, pero de las que ignoran las formas más sutiles"..El historiador Henri Ellenberger subrayó el “ imprudencia extraordinaria " por Charcot, que llegó incluso a discutir los casos en presencia de los propios pacientes e insistió en el ambiente de sugestión recíproca que reinaba en el servicio de neurología.  Según la historiadora Jacqueline Carroy, la histeria de Charcot es esencialmente un "histeria cultural". 

## Bibliografía

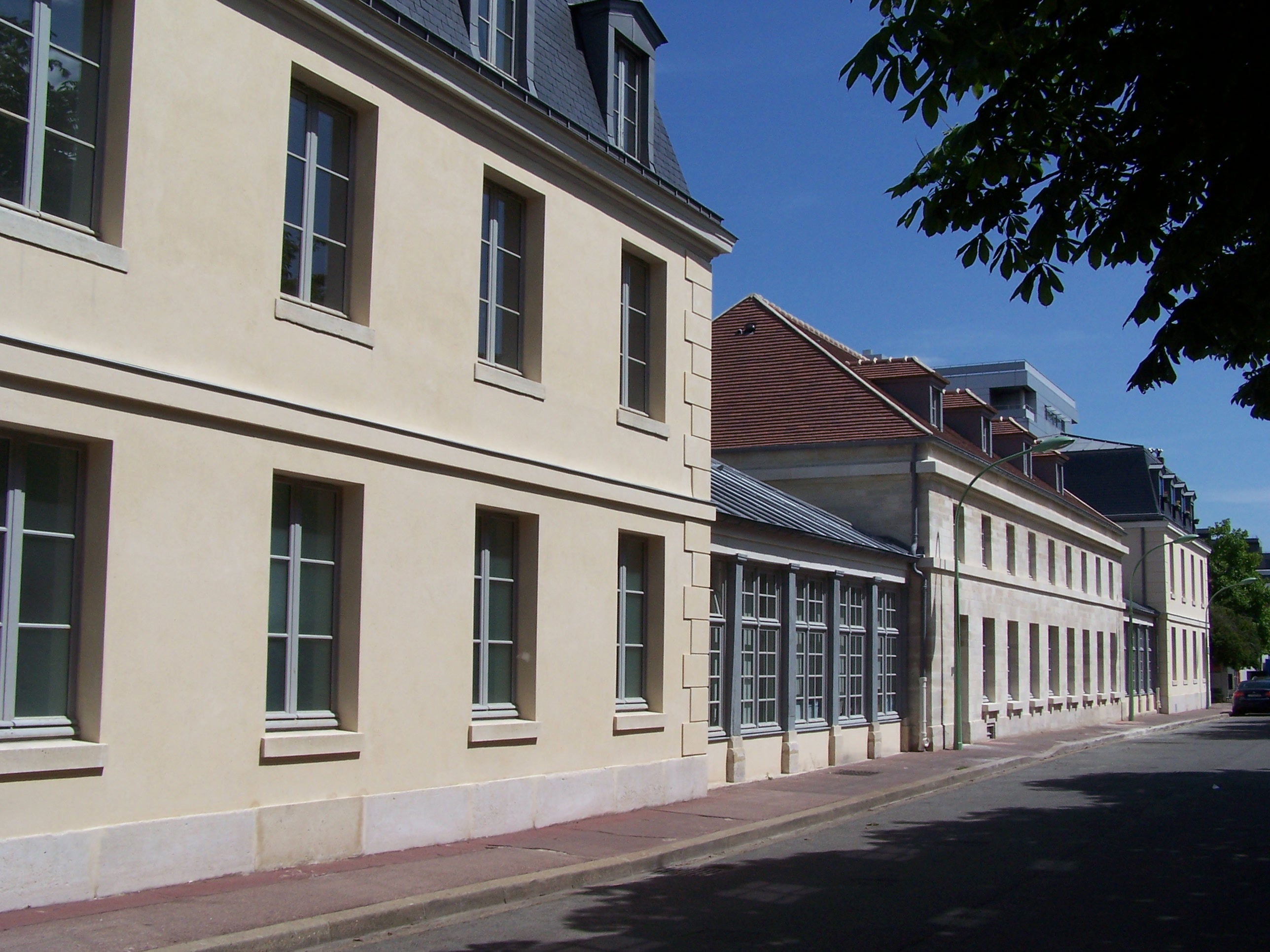
Los edificios históricos restaurados de la École de la Salpêtrière

### Periodo de la Escuela Salpêtrière

#### Miembros de la Escuela Salpêtrière
- Jean Martin Charcot, Leçons cliniques sur les maladies des vieillards et les maladies chroniques, 1868.
- Désiré-Magloire Bourneville et Paul Regnard, Iconographie photographique de la Salpêtrière, 1875 - 1879
- Amédée Dumontpallier, « Rapport fait à la Société de biologie sur la métalloscopie du docteur Burq ", 1877
- Amédée Dumontpallier, « Second rapport fait à la Société de biologie sur la métalloscopie et la métallothérapie du docteur Burq ", 1878
- Paul Richer, Études cliniques sur l'hystéro-épilepsie ou grande hystérie, Paris, Delahaye et Lecrosnier, 1881 Texte en línea
- Jean Martin Charcot, Sur les divers états nerveux déterminés par l'hypnotisation chez les hystériques, 1882
- Paul Brémaud, Des différentes phases de l'hypnotisme et en particulier de la fascination, Paris, le Cerf, 1884
- Joseph Babinski, Étude anatomique et clinique sur la sclérose en plaques, Paris, 1885
- Joseph Babinski, Recherches servant à établir que certaines manifestations hystériques peuvent être transférées d'un sujet à l'autre sous l'influence de l'aimant, Paris, Delahaye et Lecrosnier, 1886
- Alfred Binet, La psychologie du raisonnement : recherches expérimentales par l'hypnotisme, 1886
- Pierre Janet « Notes sur quelques phénomènes de somnambulisme ", Bulletins de la Société de Psychologie physiologique, vol. 1, 1885 (p. 24-32). Repris dans la Revue philosophique de France et de l'Étranger, 21, 1886, (p. 190-198)
- Pierre Janet « Deuxième note sur le sommeil provoqué à distance et la suggestion mentale pendant l'état somnambulique ", Revue philosophique de France et de l'Étranger, 22, 1886, p. 212-223 212-223
- Georges Gilles de La Tourette, L'hypnotisme et les états analogues au point de vue médico-légal, Paris, 1887
- Georges Gilles de La Tourette et Paul Richer, Article « Hypnotisme ", Dictionnaire encyclopédique des sciences médicales, 1887 texte en ligne
- Jean Martin Charcot, Leçons sur les maladies du système nerveux, 1887
- Jean Martin Charcot et Paul Richer, Les démoniaques dans l'art, Delahaye et Lecrosnier, 1887
- Alfred Binet et Charles Féré, Le Magnétisme Animal, 1887
- Paul Regnard, Les maladies épidémiques de l'esprit, Paris, 1887
- Jean Martin Charcot et Paul Richer, Les difformes et les malades dans l'art, Lecrosnier et Babé, 1889
- Pierre Janet, L'automatisme psychologique, Paris, Felix Alcan, 1889
- Georges Gilles de La Tourette, Traité clinique et thérapeutique de l'hystérie d'après l'enseignement de la Salpêtrière, Paris, Plon, 1891
- Jean Martin Charcot, « Sur un cas d'amnésie rétro-antérograde, probablement d'origine hystérique ", Revue de Médecine, 1892
- Paul Richer, Paralysies et contractures hystériques, 1892
- Pierre Janet, L'état mental des hystériques, 1892
- Jean Martin Charcot, La foi qui guérit, Archives de Neurologie, 1893
- Charles Féré, « J.M. Charcot et son œuvre ", Revue encyclopédique, 1894, p. 108-115 108-115
- Jules Luys, Nouvelles recherches sur les facultés réactionnelles des sujets mis en état d'hypnotisme, Clermont-sur-Oise, 1896
- Joseph Babinski et Jules Froment, Hystérie-pithiatisme et troubles nerveux d'ordre réflexe en neurologie de guerre, Paris, 1917
- Pierre Janet, « J. M. Charcot. Son œuvre psychologique. ", Revue Philosophique, Vol. 39, 1895 p. 569-604 569-604
- Joseph Babinski, « Définition de l'hystérie ", Revue neurologique, 1901
- Pierre Janet, La médecine psychologique, 1923
- Achille Souques, « Charcot intime ", Presse médicale, p. 693-698 693-698

- (en inglés) Benjamin Collins Brodie, Lectures Illustrative of Certain Local Nervous Affections, Londres, Longmans, 1837
- James Braid, Neurhypnologie, Traité du sommeil nerveux ou hypnotisme, 1843 (traduit en français en 1883).
- Pierre Briquet, Traité clinique et thérapeutique de l'hystérie, Paris, Baillière, 1859
- Joseph Durand (de Gros), Cours théorique et pratique du Braidisme, ou hypnotisme nerveux, 1860
- Charles Lasègue, « Des catalepsies partielles et passagères ", Archives Générales de Médecine, 1865
- (en inglés) Russel Reynolds, « Remarks on Paralyses and other Disorders of Motion and Sensation dependent on Ideas ", British Medical Journal, 1869
- Charles Richet, « Le somnambulisme provoqué ", Journal d’Anatomie et de Physiologie Normale et Pathologique, 11, 1875, p. 348-378
- Victor Burq, Des origines de la métallothérapie, 1882
- Joseph Delbœuf, Une visite à la Salpêtrière, 1886
- Joseph Delbœuf, « De l'influence de l'imitation et de l'éducation dans le somnambulisme provoqué ", Revue Philosophique, 1886, p. 146-171
- Alexandre Cullerre, Magnétisme et hypnotisme : exposé des phénomènes observés pendant le sommeil nerveux provoqué, Paris, 1886
- Henri Bergson, « Simulation inconsciente dans l'état d'hypnotisme ", Revue Philosophique, XXII, 1886, p. 525-531
- (en italiano) Guilio Campili, Il Grande Ipnotismo e la suggestione ipnotica nei rapporti col diritto penale e civile, Turin, 1886
- Julian Ochorowicz, De la suggestion mentale, Paris, 1887 (préface de Charles Richet)
- A. Baréty, Le magnétisme animal étudié sous le nom de force neurique rayonnante et circulante, Paris, 1887
- Eugène Azam, Hypnotisme, double conscience et altérations de la personnalité, Paris, Baillière, 1887
- Jules Janet, « L'hystérie et l'hypnotisme, d'après la théorie de la double personnalité ", Revue scientifique, 1888
- Sigmund Freud, « Hystérie ", 1888
- (en alemán) Max Dessoir, Bibliographie des modernen Hypnotismus, Berlin, Dünker, 1888
- (en alemán) Auguste Forel, Der Hypnotismus und seine strafechtliche bedeutung, Berlin & Leipzig, Guttentag, 1888
- (en alemán) Paul Julius Möbius, « Über den Begriff des Hysterie ", Zentralblatt für Nervenheilkunde, XI, 1888
- (en alemán) Eugen Bleuler, Zur Psychologie der Hypnose, 1889
- (en alemán) Albert Moll, Der Hypnotismus, Berlin, Kornfeld, 1890
- (en inglés) William James, Hypnotism: Modes of operating and susceptibility, 1890
- L.-R. Régnier et de Grandchamps, Histoire de l'hypnotisme, 1890
- Wilhelm Wundt, Hypnotisme et suggestion, 1892
- Albert de Rochas d'Aiglun, Les états profonds de l'hypnose, Paris, 1892
- (en alemán) Sigmund Freud, « Charcot ", Wiener medizinische Wochenschrift, 1893, p. 1513-1520
- (en alemán) Richard von Krafft-Ebing, Hypnotische Experimente, Stuttgart, Enke, 1893
- (en ruso) A. Lyubimov, Profesor Sharko, Nautshno-biografitshesky etiud, Saint-Pétersbourg, 1894
- (en alemán) Moritz Benedikt, Hypnotismus und Suggestion, Leipzig, Breitenstein, 1894
- Sigmund Freud et Joseph Breuer, Études sur l'hystérie, 1895
- L. Martin, Le Magnétisme humain en face de l'hypnotisme, l'action curative à distance, Paris, 1907

#### Informes de conferencias
- "Congrès international de psychologie physiologique", Revue philosophique, 1889, p. 539-546 539-546
- Premier congrès international de l'hypnotisme expérimental et thérapeutique, Paris, comptes rendus publiés par Edgar Bérillon, Doin, 1890
- Congrès international de 1889. Le magnétisme humain appliqué au soulagement et à la guérison des malades, Rapport général, Paris, Georges Carré, 1890
- (en inglés) International Congress on Experimental Psychology. Second session, Londres, Williams and Norgate, 1892

### Estudios contemporáneos
- Georges Guillain, J.M. Charcot (1835-1893). Sa vie, son œuvre, Paris, Masson, 1955
- Henri F. Ellenberger, Histoire de la découverte de l'inconscient, 1970
- Jacques Nassif, Freud, l'inconscient, Galilée, 1977
- Georges Didi-Huberman, Invention de l'hystérie. Charcot et l'iconographie photographique de la Salpêtrière, Macula, 1982
- Gérard Wajeman, Le Maître et l'hystérique, Navarin, 1982
- Léon Chertok, Résurgence de l'hypnose, 1984
- Mikkel Borch-Jacobsen et Léon Chertok, Hypnose et psychanalyse, Dunod, 1987
- Jacqueline Carroy, Hypnose, suggestion et psychologie. L'invention de sujet, Paris, PUF, 1991
- Daniel Bougnoux (Dir.), La suggestion. Hypnose, influence, transe, Les empêcheurs de penser en rond, 1991
- François Duyckaerts, Joseph Delbœuf philosophe et hypnotiseur, 1992
- Jean Thuillier, Monsieur Charcot de la Salpêtrière, Robert Laffont, 1993
- Bertrand Méheust, Somnambulisme et médiumnité, Les Empêcheurs de penser en rond, 1999
- Serge Nicolas, « L'école de la Salpêtrière en 1885 ", Psychologie et Histoire, 2000, Vol. 1, 165-207, article disponible en ligne (enlace roto disponible en Internet Archive; véase el historial, la primera versión y la última).
- Mikkel Borch-Jacobsen, Folies à plusieurs. De l'hystérie à la dépression, 2002
- Isabelle Stengers, L'hypnose entre magie et science, 2002
- Jean-Claude Dupont, Les génies de la science. Charcot à la conquête du cerveau.